# جی لاپیدوس
 جی لاپیدوس (انگلیسی: Jay Lapidus؛ زاده ۱ مهٔ ۱۹۵۹) یک تنیس‌باز اهل ایالات متحده آمریکا است.